# Association sportive et culturelle Le Geldar de Kourou
Maillots
L’Association Sportive et Culturelle Le Geldar est un club guyanais de football basé à Kourou.

## Historique

### Historique
Les origines remontent aux années 1950, avec de nombreux Éclaireurs de France. L'envie et la motivation de la création légale d'une association se fait sentir. Les entraîneurs de l'époque sont alors Émile Nemor et Tiburce Rolles. 
En 1957 arrive Gérard Holder, alors instituteur de la commune, venant du Red Star et qui encouragea à nouveau pour la structuration concrète d'un club. Pour trouver un nom au nouveau club, les fondateurs firent ce qu'ils appelèrent « une salade bien épicée » avec l'initiale des participants intéressés. C'est ce mélange d'initiales qui donnera le nom de l'Association sportive et culturelle le Geldar.
Lors de la saison 88-89, le Geldar participa au 16e de finale de la coupe de France, s'inclinant à domicile 3 à 0 face au FC Nantes (où jouait alors Didier Deschamps, Marcel Desailly et Antoine Kombouaré)

### Affiliations
Le Geldar de Kourou devient membre de la Ligue de football de la Guyane (fondé par M. Georges Chaumet et M. Albert Stanislas) le 22 octobre 1962. Il est affilié a la Fédération française de football depuis le 22 novembre 1962 sous les couleurs bleues et blanches.

## Personnalités du Club

### Présidents
| # | Période   | Président          | # | Période       | Président        |
| - | --------- | ------------------ | - | ------------- | ---------------- |
| 1 | 1957—1960 | Eustase Rimane     | 5 | 1981—1983     | Daniel Talmensy  |
| 2 | 1960—1976 | Étienne Antoinette | 6 | 1983—1986     | Jacques Voyer    |
| 3 | 1976—1980 | Gabriel Deloumeau  | 7 | 1986—1989     | Eutase Rimane    |
| 4 | 1980—1981 | Firmin Zulemaro    | 8 | 1989—2012 (?) | Daniel Thalmensy |

## Joueurs
- Lesly Malouda
- Albert Falette
- Josélito Gabriel

## Palmarès
| Palmarès |
| - Championnat de Guyane (11 fois) : - Champion : 1985 ; 1988 ; 1989 ; 2001 ; 2004 ; 2005 ; 2008 ; 2009 ; 2010 ; 2013 ; 2018. - Vice-champion : 2005 ; 2007 ; 2016 ; 2019 ; 2020 ; 2023 ; 2024 - Coupe de Guyane (6 fois) : - Vainqueur : 1977 ; 1979 ; 2007 ; 2009 ; 2010 ; 2014 - Finaliste : 1976 ; 2012 ; 2015 - Coupe de France Régionale (8 fois) : - Vainqueur : 1983 ; 1989 ; 2002 ; 2010 ; 2012 ; 2016 ; 2017 ; 2023 - Coupe des clubs champions d'outre-mer (1 fois) : - Vainqueur : 2005 - Coupe des DOM/TOM (1 fois) : - Vainqueur : 2005 - Trophée des clubs champions des Antilles-Guyane : - 2009 (2e) ; 2010 (2e) ; 2012 (2e) - Coupe des Guyanes (1 fois) : - Vainqueur : 2008 - Coupe VYV (1 fois) : - Vainqueur : 2020 |

1. ↑  Seuls les principaux titres en compétitions officielles sont indiqués ici.
2. ↑  "Geldar de Kourou. 29 ans après le FC Nantes", letelegramme.fr, 10 novembre 2017.
3. ↑  (fr)  — Site Officiel